# 1320 Impala
1320 Impala eller 1934 JG är en asteroid i huvudbältet som upptäcktes 13 maj 1934 av den sydafrikanske astronomen Cyril V. Jackson i Johannesburg. Det har fått sitt namn efter antilop arten Impala.
Asteroiden har en diameter på ungefär 37 kilometer.